# Мурадова, Анна Романовна
А́нна Рома́новна Мура́дова (род. 12 декабря 1972, Москва) — российский лингвист, писатель, публицист и переводчик. Пишет на русском и бретонском языках. Полиглот. Одна из авторов «Большой Российской энциклопедии».

## Биография
По отцу ассирийского происхождения, мать — Л. А. Мурадова, романист, автор ряда учебных пособий по французскому языку.
Окончила Университет Ренн II Верхней Бретани по специальности «бретонский и другие кельтские языки» и Московский государственный лингвистический университет. 
В 1998 г. посетила бретонский город Сен-Мало.
Училась в аспирантуре Института языкознания РАН, где под руководством В. П. Калыгина в 2002 году защитила диссертацию по теме «Выражение концепта ‘мир’ в языке бретонского фольклора». Работает в ИЯз РАН и преподаёт бретонский язык в МГУ.
Помимо научных работ, Мурадовой принадлежат также художественные сочинения, прежде всего продолжающий традиции «филологического детектива» роман «Беглая книга» (М., «Форум», 2005), основанный на реальных событиях, а также популярные статьи и книги, из которых выделяется «Фриланс: когда сам себе начальник». Ряд её публикаций и выступлений (в том числе на ежегодном Московском фестивале языков) посвящён новоарамейскому языку и культуре ассирийцев.
А. Р. Мурадова выступает как переводчик с бретонского и на бретонский язык.
Её заслуги как исследователя и популяризатора культуры Бретани отмечены несколькими премиями во Франции.
В 2017 году Анна Мурадова переселилась в Тбилиси, откуда родом её ближайшие ассирийские предки.
В 2020 году Мурадова стала лауреатом Ордена Гермины, которым ежегодно награждают людей за вклад в популяризацию культуры Бретани. 
В 2022 году Мурадова сделала серию публичных заявлений против нападения РФ на Украину.
В начале 2023 года официальная Грузия отказала Анне Мурадовой в продлении вида на жительство на том основании, что она якобы представляет «опасность для Грузии». И Мурадова была поставлена перед угрозой принудительной высылки в Россию. Анна Мурадова тогда нашла общественную поддержку многочисленных деятелей культурной и политической сферы Бретани. Благодаря вмешательству депутата Поля Молака, Анна Мурадова в июле 2023 года получила шестимесячную визу во Францию, что позволило ей избежать депортации в Россию. 28 июля 2023 года Анну Мурадову в аэропорту Брест-Бретань встретили несколько бретонских активистов, в том числе вице-президенты регионального совета Бретани Лена Луарн и Кристиан Троадек (мэр бретонского города Каре-Плугер), издатель Риванон Кервелла и президент совета по культуре Бретани Розенн Милин.  

## Научные труды

### Монографии
- Kudennoù an treiñ diwar ar Rusianeg e Brezhoneg — «Barn», Lesneven, 1999 (Перевод культурных реалий с русского на бретонский язык), ISBN 2-86863-116-9.
- Предания кельтов Бретани. — М.: Менеджер, 2000.
- Бретонские легенды. — М.: Совпадение, 2005.
- Екатерина Балобанова и её бретонские авантюры. — «Троицкий вариант», июль 2021.
- Кельты анфас и в профиль. — М.: Ломоносовъ, 2010. — 256 с. — (История. География. Этнография). — ISBN 978-5-91678-053-6. Архивировано 12 апреля 2013 года.
- Фриланс. Когда сам себе начальник. — М.: Альпина Бизнес Букс, 2007. — 96 с. ISBN 978-5-9614-0564-4, 978-5-9614-0622-1[4]
- Бретонские легенды. — изд-во «Совпадение», 2005 (переизд.: М.: Форум, 2016; М.: Неолит, 2016).
- Беглая книга. — Изд-во «Форум», 2005.
- Предания кельтов Бретани. — изд-во «Менеджер», 2000.
- Бретонский язык для начинающих. — Москва, МГУ, 2000.
- Бретонский язык. Хрестоматия — Москва, МГУ, 2000.
- Kudennou an trein… — Изд-во «Barn», 1999.
- Un dornad kraoñ-kelvez — изд-во «Skrid», 1998, ISBN 2-86863-109-6.

### Статьи
- Королёв, Андрей Александрович : [арх. 21 октября 2022] / Мурадова А. Р. // Конго — Крещение [Электронный ресурс]. — 2010. — С. 344. — (Большая российская энциклопедия : [в 35 т.] / гл. ред. Ю. С. Осипов ; 2004—2017, т. 15). — ISBN 978-5-85270-346-0.

### Переводы
- Астафьев, Виктор Петрович Ludotchka — Изд-во Skrid, 1998, ISBN 2-86863-105-3.
- Габриадзе, Резо Леванович Koutaisi — Изд-во Hor Yezh, 1994

### Премии и награды
- 2006 — грант в номинации "Кандидаты наук РАН" (Благотворительный фонд содействия отечественной науке) за исследования в области кельтской филологии
- 1998 — премия Du-man Du-se телеканала France 3 (Франция) за лучшую книгу года на бретонском языке.
- 1998 — литературная премия премия Imram (Сен-Мало, Франция)
- 1994 — премия Ги Дюма (университрет Ренн-2, Франция) за лучшую дипломную работу